# Pierre Gervais
Pierre Gervais was een Frans zeiler.
Gervais won tijdens de Olympische Zomerspelen 1900 de gouden medaille in de 0-½ ton klasse.

## Olympische Zomerspelen
| Jaar | Plaats | Resultaten                                |
| ---- | ------ | ----------------------------------------- |
| 1900 | Parijs | 0-½ ton wedstrijd 1 · 0-½ ton wedstrijd 2 |